# 2019年12月

## 12月1日
- 当地时间3时20分，美国路易斯安那州新奥尔良发生枪击案（英语：2019 New Orleans shooting），至少11人受伤。[1]
- 一辆由俄罗斯外贝加尔边疆区斯列坚斯克开往赤塔的旅游大巴在外贝加尔边疆区昆加河（俄语：Куэнга）上的桥梁上因爆胎而坠入结冰的河面，19人死亡，22人受伤。[2][3]
- 墨西哥科阿韦拉州政府公告，前一日与警察交火的7名武装分子试图逃往科阿韦拉州同新莱昂州边境时被击毙。[4]
- 当地时间晚间，马耳他总理约瑟夫·穆斯卡特宣布将在2020年1月辞职。此前，马耳他民众抗议约瑟夫·穆斯卡特在女记者達芙妮·卡魯阿娜·加里齊亞遇刺案上办案不力、包庇涉案官员，要求他下台。[5]
- 香港有網民發起「毋忘初心」大遊行。[6][7]部分示威者於尖沙咀及紅磡一帶多處堵路，警方在尖東多次發射催淚彈驅散。更有示威者在紅館升起黑色「光復香港」旗幟[8]，并破壞吉野家、優品360及中移動等店舖，又向港铁黃埔站縱火[9]。

## 12月2日
- 中华人民共和国外交部宣布，为回应美国《香港人权与民主法案》成法，中国即日起暂停审批美国舰船、飞机赴香港休整的申请，制裁美国国家民主基金会、美国国际事务民主协会、美国国际共和研究所、人权观察、自由之家等“在香港修例风波中表现恶劣的非政府组织”。[10]
- 暴雨导致印度泰米尔纳德邦房屋倒塌，17人死亡。[11]
- 在敘利亞阿勒頗省艾因阿拉伯城郊巡逻的俄罗斯军人遭遇自制炸弹袭击，3人受伤，军车受损。[12]
- 由于铁路、海事和运输工人全国联盟同西南鐵路公司谈判未果，在西南鐵路工作的工会成员宣布启动长达27天的罢工。[13]
- 当地时间深夜，颱風北冕在菲律宾吕宋岛索索贡省登陆，超过22.5万人被疏散。[14]
- 美国总统唐纳德·特朗普在推特上抨击巴西和阿根廷故意将货币贬值伤害了美国农民，声称美国要立即对巴西、阿根廷的钢和铝制品加征关税。当天，纽约三大股指下挫约1%，为一个多月以来的最大跌幅。[15]
- 美国贸易代表办公室宣布，为了回应法国征收的数字服务税，美国将对价值24亿美元的法国输美商品加征关税，最高税率达100%。此外，美国正在考虑是否对其他征收数字服务税的国家（例如意大利、土耳其、奥地利）加征关税。[16]
- 网红小猫莉布勃貓（英语：Lil Bub）在睡梦中逝世。[17]
- 利昂内尔·梅西第六次获得金球奖，成为获得金球奖次数最多的球员。[18]
- 2019年聯合國氣候變化大會在西班牙马德里开幕，会期至13日。[19]
- 洪都拉斯的一家法院宣布了环保活动家伯塔·卡塞雷斯（英语：Berta Cáceres）遇害案的判决。7名被告中，5人被判处50年监禁，2人被判处30年监禁。伯塔·卡塞雷斯的女儿批评了法院的判决，认为主凶仍然逍遥在外。[20]

## 12月3日
- 美国国家航空航天局确认印度月球探测器月船二号着陆器维克拉姆坠毁。[21]
- 当地时间12时30分，芬兰总理安蒂·林内向总统递交了辞呈，获得批准。[22]此前，反对党指责安蒂·林内应对芬兰邮政劳资纠纷不力，要求他下台。执政联盟中的芬兰中间党在12月2日宣布不再支持安蒂·林内。[23]
- 联合国大会以91票赞成、9票反对、65票弃权通过决议，要求以色列离开戈兰高地。[24]
- 北约首脑会议在英国伦敦北郊举行，会期至4日。[25]
- 美国总统唐纳德·特朗普称，美中协议谈判没有最终期限，两国有可能要在2020年美国总统选举之后才能签署协议。[26]
- Google母公司Alphabet宣布Google联合创始人拉里·佩奇和谢尔盖·布林分别卸任首席执行官和总裁。Google首席执行官桑达·皮采将出任Alphabet首席执行官。[27]
- 美国众议院情报委员会发布唐納德·特朗普的彈劾調查报告。[28]
- 美国纽约东区联邦地区法院法官安·唐纳利（英语：Ann Donnelly）发布法庭命令，詹姆斯·迈克尔·科尔（英语：James M. Cole）不得为华为公司担任辩护律师。联邦检察官认为，科尔曾经担任美國司法部副部長，存在利益冲突。法官采纳了检察官的意见。[29]
- 一艘油轮在尼日利亚海岸附近被劫持，18名印度船员和1名土耳其船员被绑架。[30]

## 12月4日
- 德国宣布驱逐两名俄罗斯外交官，理由是德国检方调查后认定俄罗斯政府或车臣政府参与了2019年8月23日柏林小蒂尔加滕公园的一起行刑式谋杀案（英语：Execution-style murder）。被害人车臣人泽利姆汉·汉戈什维利曾指挥军队与俄国政府军作战。[31]
- 美国众议院以407赞成、1票反对表决通过《维吾尔人权政策法案》。[32]中華人民共和國中央和新疆多個部門机构集中發布譴責聲明反對法案通過；[33]而中國中央電視台CCTV中文網在臉書專頁貼圖呼籲網民「歡迎來白宮『搞裝修』」，被留言指出配圖錯將「國會山莊」指成「白宮」。中文網在5日刪除烏龍圖文，而人民日報海外版臉書專頁轉發圖文未有刪除[34][35]。
- 中国前短道速滑运动员张晶在社交媒体上宣布，由于队员布里扬·乔鲍发布辱华言论，她将辞去匈牙利国家短道速滑队主教练一职。布里扬·乔鲍后来被送回匈牙利国内，没有参加比赛。[36]匈牙利国家滑冰协会声明致歉，表示已对布里扬·乔鲍进行处罚，不接受张晶辞职，将与张晶谈判。[37]
- 美国总统唐纳德·特朗普取消参加北约首脑会议的最后一场新闻发布会，提前返回美国华盛顿。特朗普公开宣称，提前离会的理由是这几天已经开了很多会。媒体则推测网上流传的一段加拿大总理賈斯汀·杜魯多、英国首相鲍里斯·约翰逊、法国总统埃马纽埃尔·马克龙闲聊时疑似取笑特朗普的视频才是真正原因。特朗普当天指责賈斯汀·杜魯多是“两面派”。[38]
- 拉蒙·麦格塞塞奖得主、日本医生中村哲在阿富汗楠格哈尔省贾拉拉巴德遭遇持枪袭击而死。他的保镖、司机等5人也被杀害。[39]
- 朝鮮民主主義人民共和國最高領導人金正恩，高調率領夫人李雪主和一眾高級將領馭白馬登頂朝鮮聖地白頭山（即長白山）。在朝鮮官方公布金正恩白頭山之行照片之前，朝鮮外務省副相李吉成警告，美國今年收到的「聖誕禮物」，取決於美國政府的態度[40][41]。
- 法國當地由公交系統到能源、教育、醫療、司法和執法部門等多界別發起全國聯合大罷工，反對政府的退休改革計畫，有認為社會運轉癱瘓程度將直逼1995年。發起示威團體表示，遊行隊伍會從巴黎北站出發，途經共和廣場抵達民族廣場，途經的酒吧、餐館、商店都勒令關閉。巴黎將出動6000名警察和憲兵維持治安，香榭麗舍大道、愛麗舍宮、巴黎聖母院等區域將禁止黃背心示威者進入[42][43]。
- 苏丹喀土穆一家瓷砖工厂气罐爆炸，23人死亡、超过130人受伤。[44]
- 美国政府宣布收紧食品券福利，估计有75万人不再有资格获得补助。[45]
- 美国夏威夷州珍珠港军事基地的一名水兵枪杀两人后自杀，另有一人受伤。美国海军称，枪手死前在哥倫比亞號攻擊核潛艇（英语：USS Columbia (SSN-771)）上服役。[46]
- 一艘载有约150名难民的船只在由冈比亚至加纳利群岛的航行中沉没，至少58人死亡。[47]
- 乌克兰敖德萨经济法律和酒店管理学院（Одеський коледж економіки, права та готельно-ресторанного бізнесу）发生火灾（烏克蘭語：Пожежа в Одесі 4 грудня 2019 року），5人死亡，17人受伤，10人下落不明。[48]
- 马来西亚人民公正党主席安华办公室前助理研究员莫哈末·尤索夫（Muhammed Yusoff Rawther）指控安华在2018年10月企图对他实施鸡奸。这是安华第三次面临鸡奸指控，也是阿兹敏阿里同性性爱视频案后人民公正党再次卷入性丑闻。[49]安华次日否认了指控，称当时忙于竞选，拥有不在场证据。[50]

## 12月5日
- 中国国际电视台播出了以新疆反恐为主题的英文纪录片《中国新疆，反恐前沿》[51]。
- 日本政府據報將編製約13萬億日圓的刺激經濟計劃，計劃主要基於三大支柱，包括災後重建及安全、提供緊密支持以面對經濟下行風險，以及持續2020年東京奧運的經濟活力，巨額支出的資金來源尚不清楚[52]。
- 印度北方邦一名轮奸受害者在赶往案件听证会途中被围殴，随后被泼上汽油点燃，严重烧伤。警方拘捕了五名嫌疑人，其中两人是这宗轮奸案的嫌疑人。轮奸案共五名嫌疑人，其中两人仍然在逃。[53]
- 美国财政部长斯蒂芬·姆努钦称，反对世界银行对中国提供低息贷款。[54]
- 当地时间晚间，伊朗库尔德斯坦省薩蓋茲一座婚礼厅内发生燃气爆炸，至少11人死亡，多人受伤。[55]
- 华为公司宣布向美国联邦第五巡回上诉法院起诉美国联邦通信委员会，要求对后者的决定进行复议。11月，联邦通信委员会宣布为维护国家安全禁止美国公司使用通用服务基金（英语：Universal Service Fund）从华为、中兴购买设备。华为认为这一禁令违反了美国宪法。[56]
- 美国众议院议长南希·佩洛西宣布众议院将起草弹劾总统的条款。[57]
- 当地时间下午，美国明尼苏达州国民警卫队（英语：Minnesota National Guard）一架UH-60黑鹰直升机自圣克劳德起飞后坠毁在科尔德斯普林（英语：Cold Spring, Minnesota）的一处农田内，机上3人全部丧生。[58]
- 美国佛罗里达州发生警匪追击枪战（英语：2019 Miramar shootout），4人死亡。当地时间16时15分左右，两名匪徒抢劫了位于科勒尔盖布尔斯奇迹英里（英语：Miracle Mile (Coral Gables)）的珠宝店Regent Jewelers，期间与店主交火，一名店员受伤。匪徒们随后劫持了附近一辆联合包裹服务公司的卡车，并将司机掠为人质。警方在距离抢劫案事发地20英里处追上了匪徒，双方发生枪战，两名匪徒和卡车司机死亡，附近的另一名司机也被打死。[59]
- 当地时间凌晨，墨西哥奇瓦瓦州德利西亞斯一辆大客车行驶中失控撞墙，14人死亡，超过20人受伤。[60]
- 被曝学历造假的希腊外交部分管海外希腊人事务的副部长安东尼斯·迪亚曼塔里斯（希臘語：Αντώνης Διαματάρης）宣布辞职。迪亚曼塔里斯在简历中自称拥有哥伦比亚大学工商管理硕士学位，实际上他并未完成学业。[61]

## 12月6日
- 被認爲受中华人民共和国政府控制的分散式阻斷服務攻擊工具「大炮」被再次启用，以攻击涉及香港反修例運動的网络论坛LIHKG討論區[62][63]。
- 美国劳工部发布美国非农业就业数据，调整后11月非农就业人口增加26.6万人，高于预期的18.3万人。受好消息影响，美国股指期货走高。[64]
- 美国众议院通过一项非约束性决议，支持以两国方案解决巴以问题，警告以色列不要吞并约旦河西岸。[65]
- 美国佛罗里达州彭萨科拉海军航空基地发生枪击案，枪手在教学楼内枪击了在场的全部十余人，枪手被执法人员击毙，此外有3人死亡、7人受伤。据称枪手是在此受训的沙特阿拉伯空军学员。[66]
- 肯尼亚内罗毕一座六层高的居民楼倒塌，5人死亡，超过20人受伤。[67][68]
- 斯洛伐克普雷绍夫一居民楼发生燃气爆炸，至少5人死亡，39人受伤。[69]
- 希腊不满利比亚未向其通报与土耳其签署的地中海海事管辖权协议内容，宣布驱逐利比亚驻希腊大使穆罕默德·尤尼斯·门菲（Mohamed Younis AB Menfi）。希腊认为利比亚与土耳其的协定违反了国际法，无视希腊克里特岛。[70]
- 伊朗核問題全面協議签约国英国、法国、德国、中華人民共和国、俄罗斯、伊朗六国代表在奥地利维也纳会谈。与会各方表示应当执行、维护伊朗核协议。[71]
- 尼日利亚人权活动家、2019年尼日利亞总统选举候选人奥莫耶尔·索沃雷（英语：Omoyele Sowore）在获准保释一天之后再次被拘押。[72]

## 12月7日
- 中国国际电视台播出了以新疆反恐为主题的英文纪录片《幕后黑手——“东伊运”与新疆反恐》[73]。
- 美国同伊朗换囚，美国用伊朗人马苏德·苏莱曼尼（Massoud Soleimani）交换华裔学者王夕越。[74]
- 通往墨西哥国家宫的一条小巷发生枪击案，枪手在内的4人死亡，2人受伤。据称，枪手想在小巷内大小便，遭到两人斥责，此后开枪袭击他们。[75]
- 赴澳门参加美国商会活动的香港美国商会主席葛理福（Robert Grieves）、会长早泰娜（Tara Joseph）被澳门拒绝入境，行政机关未给出理由。早泰娜通关时被扣留两小时。[76]
- 意大利艺术家毛里齐奥·卡特兰在美国迈阿密海滩巴塞尔艺术展上的作品《喜剧演员》引起了争议。这件作品为用防水胶带贴在墙上的香蕉，有收藏家以12万美元买下了这件作品。当地时间14时许，美国艺术家大卫·达图纳（英语：David Datuna）取下香蕉，吃掉一半，举起做敬酒动作。警卫随后将达图纳赶出了画廊。[77]
- 前澳大利亚总理鮑勃·霍克的小女儿罗斯琳·迪隆（Rosslyn Dillon）向媒体透露，她父亲的密友、澳大利亚工党议员比尔⋅兰德尤（英语：Bill Landeryou）多次强奸她，当时她的父亲正在与比尔·海登竞争工党领袖，父亲得知后要求她不要报警。为此，罗斯琳·迪隆提起诉讼，要求再从父亲遗产中得到400万美元作为赔偿金。[78][79]
- 阿富汗国防部宣称在过去24小时内发起多场行动，击毙43名叛军，击伤10人。其中，16名塔利班人员被击毙。[80]
- 荷兰籍维吾尔人阿西耶·阿卜杜拉赫卜（Asiye Abdulaheb）声称，她帮助公开了《纽约时报》等媒体之前曝光的24份新疆再教育营文件，中華人民共和国国家安全部门因此对她和她的前夫发出死亡威胁。她希望公开此事，避免遭遇不测。[81]人民日报社旗下的《环球时报》评论称「阿西耶的故事站不住脚，中国从未威胁境外异见人士」。[82]

## 12月8日
- 朝鲜国防科学院称7日下午朝鲜在西海卫星发射场成功进行了一项非常重大的试验，但未透露细节。[83]
- 当地时间5时，印度新德里一家塑料工厂发生大火，至少43人死亡。[84]
- 领导执政联盟的芬兰社会民主党决定，提名芬兰运输通讯部部长（芬蘭語：Suomen liikenne- ja viestintäministeri）桑娜·马林出任芬兰总理。如成功通过议会投票，34岁的她将成为芬兰史上最年轻的总理。[85]
- 乌克兰最高拉达主席（英语：Chairman of the Verkhovna Rada）德米特里·拉祖姆科夫（英语：Dmytro Razumkov）称，前总统彼得·波罗申科的豁免权将在2020年初被取消。此前，乌克兰国家调查局曾请求总检察院向最高拉达提议追究彼得·波罗申科的多项刑事责任。[86]
- 香港民間人權陣線發起國際人權日遊行，主辦單位估計80萬人參與，警方則估計高峰期有18萬3千人參與。[87][88]另外，當日香港高等法院及香港終審法院先後遭縱火。[89]
- 墨西哥驻阿根廷大使奥斯卡·里卡多·巴莱罗·雷西奥·贝塞拉（西班牙语：Ricardo Valero Recio Becerra）被召回墨西哥。之前，媒体曝光他曾试图从布宜諾斯艾利斯的雅典人書店偷走一本价值590阿根廷比索的卡萨诺瓦传记。[90]
- 2019年环球小姐（英语：Miss Universe 2019）大赛在美国佐治亚州亚特兰大举行，南非选手佐茲比妮·通齊夺冠。[91]
- 沙特城市乡村事务部宣布，不再强制餐厅设置“家庭”和“男性”两个入口。此前，沙特女性到餐厅就餐只能由“家庭”入口入内。[92]

## 12月9日
- 世界反兴奋剂机构以反兴奋剂实验室数据造假为由禁止俄罗斯在未来四年内参加或主办大型国际赛事。[93]
- 德国、法国、俄罗斯、乌克兰领导人在法国巴黎进行诺曼底模式峰会，讨论落实明斯克协议、解决顿巴斯战争问题。会议各方在公报中称，将在年底实现停火和全面交换战俘。此外，公报还提到要建立停火区和平民通道。对乌克兰东部的自治权和地方选举的安排，乌克兰和俄罗斯仍存在分歧。会议期间，乌克兰总统弗拉基米尔·泽连斯基同俄罗斯总统弗拉基米尔·普京进行了一小时的一对一会谈，这是两人首次会晤。弗拉基米尔·泽连斯基透露，俄罗斯向乌克兰输送天然气的协议有望续签十年。[94]
- 土耳其内政部（英语：Ministry of the Interior (Turkey)）宣布将11名法国籍伊斯兰国人员遣送回国。[95]
- 日本国会临时会（日语：臨時会）结束。截至闭会，《国民投票法》未获通过。立宪民主党等在野党当天提出延长会期40天的动议被否决。[96]
- 《华盛顿邮报》披露超过两千页的阿富汗战争机密文件。[97]
- 前瑞典驻中華人民共和国大使林戴安被起诉，涉桂民海案。[98]
- 前墨西哥公安部（英语：Secretariat of Public Security）部长赫纳罗·加西亚·卢纳（英语：Genaro García Luna）在美国得克萨斯州达拉斯被捕。检方指控他收受錫納羅亞販毒集團贿赂，保护贩毒活动。[99]
- 伊拉克巴格达国际机场附近的军事基地遭多枚火箭弹袭击，6名伊拉克士兵受伤。该基地也驻有美军。[100]
- 新西兰普伦蒂湾大区怀特岛火山喷发，15人死亡，仍然有2人失踪。[101]
- 阿富汗赫尔曼德省发生两起爆炸袭击，包括一名袭击者在内共14人死亡。塔利班宣布制造了其中一起爆炸。[102]
- 尼日利亚尼日尔州发生交通事故，一辆超载、超速的卡车行驶中失控侧翻，卡车载有至少103人，12人死亡，91人受伤。[103]
- 俄罗斯犹太自治州比罗比詹、滨海边疆区符拉迪沃斯托克、哈巴罗夫斯克边疆区阿穆尔河畔共青城的多所学校遭遇炸弹威胁，校内人员被疏散。部分学校已完成检查，未发现炸弹。警方已介入调查。[104]
- 俄罗斯圣彼得堡法院、医院、机场、地铁、博物馆等地遭到虚假的炸弹威胁。[105]
- 羽毛球世界联合会在中华人民共和国广东省广州市颁发2019世界羽联运动员年度奖。[106]
- 德国联邦议会请愿委员会（德语：Petitionsausschuss des Deutschen Bundestages）就退休海洋生物学家米夏埃尔·克罗伊茨贝格（Michael Kreuzberg）发起的请愿召开听证会。米夏埃尔·克罗伊茨贝格发起的请愿要求德国对同为民主政体的中華民國（台湾）给以外交承认。自由民主党籍议员曼弗雷德·托滕豪森（德语：Manfred Todtenhausen）、社民党籍议员西姆特耶·莫勒（德语：Siemtje Möller）质问政府为何害怕改变对此的态度。曾任德國駐華大使館館員的德国外交部亞太司長司佩蘭代表政府出席，称一个中国政策为德中关系基石，改变现状会引起中方强烈反应，德国同台湾已有多种形式的往来。[107][108]

## 12月10日
- 美国眾議院司法委員會公布总统唐納德·特朗普的彈劾条款，提出滥用权力、阻碍国会调查两项指控。众议院最早将于下周表决此条款。[109]
- 美国德克萨斯西区联邦地区法院法官大卫·布里奥尼斯（英语：David Briones）颁布强制令，禁止美国总统唐纳德·特朗普动用36亿美元的军事建设基金在美国同墨西哥的边境建墙。[110]
- 利库德党和蓝与白向以色列议会提议解散议会，在2020年3月2日重新大选。预计议会将在11日表决此案。上次议会选举结束后的组阁时间将在11日到期。[111]
- 桑娜·马林宣誓就任芬兰总理。[112]
- 菲律宾政府发言人称，鉴于恐怖分子和极端分子已遭重大打击，棉兰老岛戒严令年底到期后将不再延长。[113]
- 朝鲜最高人民会议常任委员会宣布撤销两江道三池渊郡，改设三池渊市。三池渊是白头山所在地，也是朝鲜政府认定的金正日出生地。[114]
- 世界贸易组织总干事罗伯托·阿泽维多宣布世界贸易组织上诉机构于11日正式停摆。[115]
- 美国、墨西哥、加拿大三方代表在墨西哥城签署《美國－墨西哥－加拿大協議》修订版。协议仍需三国议会通过后方可生效。[116]
- 当地时间上午，一名42岁的男性建筑工人在捷克俄斯特拉发枪击多人后自杀。被枪击的人里有4人当场死亡，2人送医后死亡，3人受伤。据称，枪手的雇主称，他曾抱怨自己生了病却没人愿意医治。此案为捷克第二严重的枪击案。[117][118]
- 索马里摩加迪沙SYL宾馆（SYL Hotel）遭遇五名持枪人员袭击，保安部队与其交火七小时，5名袭击者均被击毙，另有3名平民和2名士兵死亡。索马里青年党宣布对此负责。[119]
- 当地时间下午，前日本防衛廳長官、眾議院議員玉澤德一郎在岩手县盛冈市的住所附近遭一名80岁男子枪击，无生命危险。枪手已被捕。[120]
- 美国新泽西州泽西城发生枪击案（英语：2019 Jersey City shooting），6人死亡，包括2名嫌疑人、3名平民和1名警察。[121]
- 智利海军（英语：Chilean Navy）确认，9日晚间飞往南极洲基地的军用C-130运输机坠毁。飞机载有17名机组成员和21名乘客。[122]
- 当地时间晚间，尼日尔伊纳特斯（英语：Inates）一军营遭武装分子袭击（英语：2019 Inates attack），71名士兵死亡，12名士兵受伤。[123]伊斯兰国西非省后来宣布对此负责。[124]

## 12月11日
- 阿富汗喀布尔北部驻阿美军巴格拉姆空军基地附近的一所在建的医院遭遇汽车炸弹袭击，超过30名平民受伤。[125]
- 巴布亚新几内亚布干维尔自治区公布2019年布干维尔独立公投结果，近98%投票者支持独立。[126]
- 緬甸國務資政翁山蘇姬出席荷兰海牙国际法庭听证会。冈比亚代表伊斯兰合作组织提起诉讼，指控缅甸在若开邦对罗兴亚人实施种族灭绝。翁山蘇姬称，冈比亚对若开邦和缅甸的说法不完整而且具有误导性，不能排除缅甸军方采取了不对称的武力，缅甸并未对罗兴亚人展开种族清洗。[127]
- 由于本雅明·内塔尼亚胡与本尼·甘茨组阁均告失败，以色列议会解散，将在2020年3月2日再次进行议会选举。[128]
- 哈维·温斯坦性侵事件受害者之一的律师透露，哈维·韦恩斯坦将付出2500万美元同超过30位受害者达成和解。这笔钱不会由哈维·韦恩斯坦支付，而是由他已经破产的韦恩斯坦电影公司的保险公司支付。和解协议仍需各方签字、法院同意才能生效。此外，仍有部分受害者不同意和解。韦恩斯坦仍需在2020年1月出席刑事审判。[129]
- 沙特阿拉伯国家石油公司在沙特证券交易所挂牌上市，超越阿里巴巴，刷新全球首次公开募股纪录。当日收盘，沙特阿拉伯国家石油公司超越苹果公司刷新全球上市公司市值纪录。[130]
- 時代雜誌宣布格蕾塔·通贝里为2019年時代年度風雲人物。[131]
- 美国联邦储备委员会宣布联邦基金利率目标区间维持不变。[132]
- 印度议会上院联邦院以125票对105票通过2019年公民身份修正案。法案前一天在议会下院人民院以311票对80票获得通过。一些反对人士批评此修正案将穆斯林难民排除在外，歧视穆斯林。[133]
- 美国纽约曼哈顿哈莱姆区当地时间傍晚，18岁的女大学生特莎·梅杰斯（Tessa Majors）在学校附近的晨邊公園被持刀者抢劫并杀害。纽约市警察局在13日逮捕了一名13岁的少年。他承认同两位朋友抢劫并受害了特莎·梅杰斯。[134]
- 美国总统唐纳德·特朗普在光明节签署行政命令，将犹太教列入1964年民權法案第6条的适用范围。民權法案第6条禁止就种族、肤色、原生国进行歧视。特朗普称此举有利于打击排犹主义。此举使得大学可以取缔反以色列的活动，引发了争议。[135]
- 洪都拉斯国民议会投票否决了与美洲国家组织续签协议、延长洪都拉斯反贪腐及逍遥法外任务团（西班牙语：Misión de Apoyo contra la Corrupción y la Impunidad en Honduras）运作期限的议案。[136]

## 12月12日
- 2019年英國大選举行。[137]
- 当地时间早间，美国总统唐纳德·特朗普在推特上宣布，“同中国的大协议近在咫尺。他们想要，我们也想！”（Getting VERY close to a BIG DEAL with China. They want it, and so do we!）。[138]美国股市、离岸人民币汇率应声上涨，中国股市也在翌日高开。[139]
- 美國眾議院司法委員會主席杰里·纳德勒突然宣布将特朗普弹劾条款投票推迟至周五。纳德勒没有解释理由。同日的辩论中，共和党提出的多项修正案均因人数劣势被否决。[140]
- 2019年阿尔及利亚总统选举（英语：2019 Algerian presidential election）进行投票。[141]
- 遠東航空宣布於12月13日起停航。[142]
- 欧洲中央银行宣布欧元区三大利率主要再融资利率、隔夜贷款利率、隔夜存款利率维持不变。[143]
- 印度总统拉姆·纳特·科温德签署2019年公民身份修正案，该修正案正式成为印度法律。[144]同一天，印度东北部阿萨姆邦等地民众发动抗议，要求撤回此修正案。阿萨姆邦警察局、火车站、汽车遭到纵火，示威者还投掷了石块。政府切断了阿萨姆邦多地的互联网，并实施了宵禁。[145]示威活动致使2人死亡，11人中枪受伤。[146]在梅加拉亚邦，政府发布禁令，禁止四人以上聚会。[147]
- 俄罗斯唯一现役的航空母舰库兹涅佐夫号航空母舰在摩尔曼斯克港口维护时起火，1名军人死亡，12人受伤。[148]
- 捷克布拉格市议会以39票支持、2票弃权通过同台北市缔结姐妹城市的议案。市长茲德涅克·賀吉普称，预计将在2020年台北市市长柯文哲出访时正式签约。[149]
- 太平洋时间8点30分，美国在加利福尼亚州范登堡空军基地测试了陆基常规弹道导弹。五角大楼称，导弹飞行逾500公里后落入公海。该枚导弹属于已废止的《中程导弹条约》规定的中程导弹。这是美国在退出《中导条约》后第二次测试中程陆基导弹。[150]
- 美国参议院全票通过決議，认定奥斯曼帝国屠杀了约150万亚美尼亚人。土耳其外交部随后表示谴责。[151]

## 12月13日
- 英国保守党在2019年英國大選中取得过半席位。[152]
- 中華人民共和国、美国宣布就中美第一阶段经贸协议文本达成一致。原定12月15日生效的美国对华加征的关税将被取消。此外，美国将9月1日生效的关税税率由15%下调至7.5%。美國表示「中国将在两年内增加购买320亿美元的美国农产品」。美国贸易代表罗伯特·莱特希泽称他将与刘鹤在2020年1月初签署中美第一阶段协议，签署30天后协议生效。中方则称签署时间、签署人和签署地点等仍待协商。中美双方均未提供协议的全文。中方透露，协议文本分为序言、知识产权、技术转让、食品和农产品、金融服务、汇率和透明度、扩大贸易、双边评估和终端解决、最终条款共九个章节。[153][154]
- 美國眾議院司法委員會投票通过将对总统特朗普的弹劾条款提交美国众议院全体投票。[155]
- 巴基斯坦俾路支省基拉赛福拉县发生车祸，一辆被怀疑载有走私燃料的皮卡强闯检查站后撞上一辆廂型車起火爆炸，至少14人死亡。[156][157]
- 刚果民主共和国上韦莱省一座金矿由于暴雨影响而坍塌，超过30人死亡。[158]
- 美国路易斯安那州新奥尔良遭遇网络袭击，市长（英语：List of mayors of New Orleans）拉托亚·坎特雷尔（英语：LaToya Cantrell）宣布新奥尔良进入紧急状态。[159]

## 12月14日
- 朝鲜中央通讯社援引朝鲜国防科学院负责人声明，称朝鲜于当地时间13日22时41分至48分在西海卫星发射场成功进行一次重大试验，并未披露试验具体内容。朝鲜国防科学院称，近期试验将增强朝鲜的核遏制力。[160]
- 苏丹一家法院以受贿罪判处前苏丹总统奥马尔·巴希尔两年监禁。由于巴希尔年事已高，他将在一所老年囚犯中心服刑。[161]

## 12月15日
- 2019年联合国气候变化大会在西班牙马德里闭幕。会议比原定会期延长两天。大会通过《智利-马德里行动时刻》（Chile Madrid Time for Action），指出各国急需减少温室气体排放。然而，与会各方未能就会议核心议题《巴黎協議》第六条实施细则（即碳市场机制）达成一致。[162]
- 当地时间14时11分，菲律賓南达沃省棉兰老岛发生6.8级地震，至少造成7人死亡，几十人受伤。[163]
- 美国媒体援引知情人消息，美国于2019年秋天驱逐了两名中華人民共和国驻美国大使馆外交官，原因是两人在9月份携各自妻子驾车未经许可进入弗吉尼亚州一处军事基地。两名外交官被截停后，声称误解了管理人员的英文指令，误入基地。据称，其中一人是中国情报人员，以外交官身份作为掩护。[164]美国上次以涉嫌间谍活动为由驱逐中国外交官是在1987年。美国国务院拒绝置评，中国驻美大使馆未回应媒体请求。[165]媒体透露，两名外交官闯入的是欧西安纳海军航空站（英语：Naval Air Station Oceana）丹奈克附属中心（Dam Neck Annex），海豹六隊的总部位于其中。[166]
- 巴西正式将驻以色列贸易代表处由特拉维夫迁往耶路撒冷。出席仪式的有以色列总理本雅明·内塔尼亚胡和巴西众议院议员、现任巴西总统雅伊尔·博索纳罗之子爱德华多·博索纳罗。爱德华多·博索纳罗在仪式上说，父亲告诉他，巴西会在2020年把驻以色列大使馆也迁到耶路撒冷，“这是一个承诺”。[167]
- 印度反2019年公民身份法（修正案）示威升级。几千名示威者在新德里的一所大学展开游行。示威者点燃公交车，堵塞道路。警察发射了催泪弹，使用警棍驱赶示威者。新德里的示威致使约100人受伤，50人被警方短暂拘捕后获释。[168]

## 12月16日
- 中华人民共和国外交部在例行新闻发布会上谴责美国驱逐两名中国外交官的行为，称此舉违反维也纳领事关系公约，有關回應是對中國駐美國大使館兩名官員九月間因擅闖弗吉尼亞州一處「特種作戰部隊（Special Operations forces）」基地，而被驅逐出境之事，是美方32年來首次以進行諜報活動為由，驅逐中國大陸外交官。美国国务院、美国国防部未有置评。在此事被披露后，有中國駐美國大使館使馆官员仍然认为被驱逐外交官是疏忽大意而误闯；此外，消息人士透露，中方外交官曾质问美国国务院此事是否与之前美国驻香港领事馆政治官员伊珠麗被中国官媒称为香港游行“幕后黑手”、个人信息被泄露到互联网上有关。[169][166]
- 波音宣布自2020年1月起暂停波音737 MAX生产。[170]
- 匈牙利布達佩斯、捷克布拉格、波蘭華沙及斯洛伐克布拉迪斯拉發四個首都的市長，共同簽署《自由城市公約》（Pact of Free Cities），宣告守護法治、平等、自由、包容等價值，藉以對抗轉趨民粹、民族主義的各自中央政府，並呼籲歐盟將援助繞過各自的中央政府直接轉交4市政府，以減少受中央貪污的影響，自行將款項用於創新、對抗氣候變化等[171][172]。

## 12月17日
- 中華人民共和國第一艘[173]自製航空母艦「山東號[174][175]」在海南三亞市軍港正式服役[176]。
- 總部設於法國巴黎的國際律師協會於網站發表聲明，透露協會主席Jerry Roth原本接受邀請參與12月9至10日在中國廣州舉辦的世界律師大會並進行主題演講，但按主辦方要求提交最終版本的演講稿後，其發言卻被取消。其原定演講內容圍繞法治、權力分立、司法獨立等。國際律師協會對當局表示失望，又批評中國官方宣揚「中國特色的法治」，乃扭曲法治原意。[177]
- 巴基斯坦特别法庭以叛国罪判处流亡海外的前总统佩尔韦兹·穆沙拉夫死刑。穆沙拉夫被指控在2007年宣布紧急状态、中止宪法构成叛国罪。[178]
- 韩国总统文在寅宣布提名丁世均为总理人选，接替即将离任的李洛渊。[179]
- 教宗方濟各宣布「宗座保密法規」（pontifical secret）不再適用於指控神職人員涉嫌孌童或管有兒童色情物品的案件和訴訟，允許天主教會與民事當局共享文件與資訊，受害者也可以了解案件的最新進展；此外将梵蒂岡法律追究儿童性侵及管有色情品的範圍，由14歲以下擴展至18歲以下。方濟各同日接納75歲的聖座駐法國大使類斯·文圖拉（英语：Luigi Ventura）總主教請辭，大使原被巴黎市政廳指控多次用手觸摸一名30多歲男官員的臀部。[180][181][182]

## 12月18日
- 美國總統特朗普位於佛羅里達州的海湖莊園再遭一名中國籍女子闖入，棕櫚灘縣警方稱，涉事56歲女子陸靜（Jing Lu，音譯）闖入莊園後被要求離開，但她又折返並拍照，警方到場將她拘捕，控以遊蕩及徘徊罪扣留於縣監獄。這是從2019年3月張玉娟案後第2宗中國人闖入莊園事件[183]。
- 当地时间晚间，美国国会众议院通过对总统唐纳德·特朗普的两项弹劾条款。第一项弹劾条款滥权以230票对197票通过，第二项弹劾条款阻挠国会调查以229票对198票通过。弹劾案将交给参议院表决。[184]
- 当地时间16时许，在香港新界粉岭公路行驶的一辆双层巴士撞树，车身被毁，6人死亡，39人受伤。肇事司机被捕。[185]
- 日本MeToo運動代表人物、女記者伊藤詩織指控被稱為安倍晉三「御用記者」的山口敬之強姦的案件，獲日本东京地方裁判所裁定民事勝訴，涉事男記者須賠償330萬日圓。伊藤得悉裁決後，在法院門外舉起印有「勝訴」的字牌。山口則否認指控，將會提出上訴。[186][187]
- 歐洲議會萨哈罗夫奖頒獎典禮在法國斯特拉斯堡舉行，2014年在中國大陸以分裂國家罪被判終身監禁的維吾爾學者伊力哈木·土赫提獲獎，伊力哈木的女兒出席頒獎典禮代領獎項[188][189]。
- 马来西亚召开为期四天的2019年吉隆坡峰会，主办方宣布有56个回教国家的450名代表参与[190]。
- 美国联邦第五巡回上诉法院以2票对1票裁定奥巴马医保（即患者保护与平价医疗法案）的个人强制性条款违宪。个人强制性条款要求，每位美国公民必须购买保险，不然将会受到所得税税率上的惩罚。上诉法院将法案发回原法庭，要求判断法案是否有一部分可以得到保留。[191]
- 美国众议院外交事务委员会无异议通过《2019西藏政策与支持法案》。法案规定，干预達賴喇嘛转世的中国官员将受到制裁。法案还承认流亡藏人成立的藏人行政中央合法代表全球藏人的愿景[192]。

## 12月19日
- 歐洲法院裁定，早前當選歐洲議會議員、仍被西班牙囚禁加泰隆尼亞「獨派」領袖奧里奧爾·容克拉斯（Oriol Junqueras）享有「歐洲議會議員豁免權」，有權自由出國及出席歐洲議會會議。歐洲議會議長大卫·萨索利歡迎裁決，並呼籲西班牙政府履行法庭裁決，容許洪基拉斯出席會議。大批支持加泰獨立的民眾得悉法庭裁決後，湧到在巴塞羅那歐洲委員會代表辦事處大樓外聚集，認為裁決有助向西班牙政府施壓。[193][194]
- 菲律賓馬尼拉法庭裁定，涉及當地南部2009年馬京達瑙大屠殺的幕後主腦安達爾（Andal Ampatuan Jr.）及其4名家族成員謀殺罪成，判處30年監禁不得假釋，其他聽從安帕圖安家族命令執行殺人行動的10多名疑犯，分別被判囚6至10年。該案共有包括32名記者在內共58人被殺。而涉案仍有80名疑犯在逃，包括多名警察及安帕圖安家族成員[195]。
- 當地時間傍晚六點左右，俄羅斯莫斯科市中心的聯邦安全局大樓附近發生槍擊案，两名联邦安全局雇员死亡，枪手叶甫盖尼·马纽罗夫（Yevgeny Manyurov）被狙击手击毙，5人受傷，伤员中一名平民。俄羅斯偵查委員會主席表示，已經下令將案件交由本部中央機關處理，包括調查槍手的身份及犯案動機。有消息称，叶甫盖尼·马纽罗夫此前曾在家中用英语同一些阿拉伯人通电话；发动袭击时，他高呼伊斯兰国的口号。[196][197]
- 停泊於俄羅斯遠東楚科奇半岛的羅蒙諾索夫院士浮動核能發電廠（Akademik Lomonosov）試驗運作，是全球首座海上浮動式核電廠，預計2020年接通區內佩斯韋克市的電網，為當地居民生活、採礦挖掘工作等供電，取代一座陸上核電廠及火力發電廠[194]。
- 美国众议院议长、民主党人南希·佩洛西在每周例行记者会上表示，将暂缓向参议院提交两项弹劾总统条款，直至参议院多数党领袖、共和党人米奇·麥康諾同参议院少数党领袖、民主党人查克·舒默就弹劾审理程序达成一致。[198]
- 美国众议院议员、新澤西州第二國會選區选出的民主党人杰夫·范·德鲁（英语：Jeff Van Drew）在白宫与美国总统唐納德·特朗普会面，两人面对记者宣布杰夫·范·德鲁将脱离民主党、加入共和党。媒体之前就透露了这一消息。一天前，杰夫·范·德鲁在众议院表决唐納德·特朗普弹劾条款时对两项条款均投下反对票。当时，共有两位民主党人投票反对了两项弹劾条款。[199]
- 美国众议院投票通过修订版《美國－墨西哥－加拿大協議》。[200]
- 美国国会通过2020财政年度1.4万亿美元联邦预算案，避免了联邦政府关门。[201]
- 香港警方宣布凍結星火同盟抗爭支援的資產及拘捕當中負責的四人。[202]

## 12月20日
- 阿富汗时间16时9分，阿富汗兴都库什山脉发生7.0级左右地震。[203]
- 大韩民国法务部表示，19日在光州監獄（朝鲜语：광주교도소）舊址進行無主墓地遷移工作時，又發現40多具身份不明的遺骸，將徹底查明死者的身份，瞭解是否與光州民主化抗爭有關。遺骸暫時安置在全羅南道咸平郡的國軍統合醫院。因光州監獄舊址將建設主題公園，法務部從 16-20 日進行無主墓地遷移工作。[204]
- 波音公司的无人航天器波音星际航线发射后入轨失败，未能与国际空间站对接。美国国家航空航天局原计划2020年利用波音制造的航天器完成载人航天的计划蒙上阴影。[205]
- 荷蘭最高法院裁定，荷兰政府须在2020年年底前将温室气体排放量较1990年减少25%。这是世界范围内一国法院首次要求政府就做出行动对抗气候变化。[206]
- Facebook宣布移除了几百个大纪元媒体集团旗下的账号。Facebook称，这些账号使用人工智能生成的虚假个人资料照片，发布涉及政治的内容。大纪元媒体否认同这些账号有关。[207]
- 美国总统唐纳德·特朗普签署2020财政年度国防授权法案。法案内容包括制裁参与建设北溪2号天然气管道的公司。德国、俄罗斯、欧盟发声反对美国的制裁。[208]

## 12月21日
- 美国拉斯维加斯市中心一栋三层公寓楼发生火灾，造成至少6人死亡，13人受伤[209]。

## 12月22日
- 阿富汗独立选举委员会（英语：Independent Election Commission (Afghanistan)）宣布2019年阿富汗總統選舉初步结果，阿什拉夫·加尼·艾哈迈德扎伊以50.64％得票率击败了得票率39.52％的阿卜杜拉·阿卜杜拉。阿卜杜拉·阿卜杜拉认为选举存在舞弊行为，将提出上诉。选举的最终结果可能在几周内公布。[210]
- 14:57分，伊朗西南部胡齐斯坦省发生5.0级地震，震源深度为10千米。此次地震没有造成人员伤亡[211]。
- 乌兹别克斯坦议会选举（英语：2019–2020 Uzbek parliamentary election）举行第一轮投票。[212]

## 12月23日
- 加拿大不列颠哥伦比亚省温哥华岛附近海域连续发生4次地震。4次地震分别发生在8时44分、11时13分、11时49分和12时56分，震级分别为5.1级、5.6级、5.8级和6级，4地震震中均在温哥华岛北部海岸以西100公里外的海域，震源深度均为约5公里。暫无人员伤亡和财产损失的报道[213]。
- 以国防部副部长、阿尔及利亚国家人民军总参谋长（英语：Chief of Staff of the People's National Army）身份实际执掌阿尔及利亚政权的艾哈迈德·盖德·萨拉赫（英语：Ahmed Gaid Salah）突发心脏病逝世。[214]
- 沙特阿拉伯政府宣布，賈邁勒·卡舒吉谋杀案（英语：Assassination of Jamal Khashoggi）的五名嫌疑人被判死刑，三人被判有期徒刑。沙特阿拉伯政府的观点是，几名嫌疑人并非受沙特阿拉伯王室指派前往伊斯坦布尔杀人，而是临时起意杀人。一些欧美媒体和分析人士则批评这一判决并未将策划谋杀的真凶绳之以法。[215]
- 遭遇一系列危机后，波音董事会解雇首席执行官丹尼斯·米倫伯格。董事长大卫·卡尔霍恩（英语：Dave Calhoun）将在2020年1月13日接任首席执行官，在此之前由首席财务官格雷格·史密斯（Greg Smith）代理首席执行官。[216]
- 夜晚，印尼南苏门答腊省发生巴士坠山沟事故，導致26人死亡，13人受伤[217]。

## 12月24日
- 中華人民共和國總理李克強、日本首相安倍晉三、韓國總統文在寅共同出席於中華人民共和國成都舉行的第7屆「中、日、韓領導人工商峰會[218]」，針對朝鮮核問題[219]和區域全面經濟夥伴關係協定等經貿議題[220]討論合作。
- 俄羅斯通訊部宣布，於23日成功測試「斷網」，切斷國家與全球網路的連結，但未有公開測試細節，並已向總統普京匯報。通訊部透露，測試內容包括確保網絡面對外來威脅時的完整性及安全、確保在移動網絡分享的個人資料安全，又指普通用戶不會發現任何變化。外界批評「斷網」將進一步加強俄羅斯政府，審查互聯網資訊的能力，並阻止外來資訊進入獨立於全球體系之外的「俄羅斯主權互聯網」（Runet）。[221][222]
- 14时3分，哥伦比亚中部发生6.2级地震，震中距梅塔省梅塞塔斯约18公里，震源深度不到30公里。哥伦比亚首都波哥大等地有震感。此次地震后十多分钟内，同一地区发生3次余震，震级分别为3.8级、3.8级和5.7级。暂无人员伤亡和财产损失报告[223]。
- 香港反對逃犯條例修訂草案運動持續，多區繼續有暴力示威及警民衝突，匯豐銀行首次有分行因政治事件而被縱火及破壞，恒生銀行也首次有分行因政治示威而被塗鴉及破壞。[224][225]。
- 晚間7點36分，加拿大卑詩省哈迪港以西177公里處發生規模6.3強震，震源深度10公里。暫無傷亡或災損報告[226][227]。
- 优步公司宣布创始人特拉维斯·卡兰尼克将在12月31日彻底离开公司。此前，他在禁售期结束后出售了持有的全部优步股票。[228]
- 菲律宾遭遇台风「巴逢」来袭，至少28人死亡，12人失踪，2000多座房屋遭到不同程度损毁，超过18万人撤离灾区[229]。
- 龙芯中科在中华人民共和国北京市国家会议中心举办龙芯中科2019产品发布暨用户大会，发布了龙芯新一代采用GS464V微架构的中央处理器龙芯3A4000和龙芯3B4000，并公开了下一个产品龙芯3A5000、龙芯3C5000的一些细节。3A4000的性能追平了AMD28nm工艺节点最后产品挖掘机，是上一代3A3000的两倍。[230]

## 12月25日
- 日本東京地方檢察廳拘捕曾主管觀光政策的前國土交通副大臣、現任自民黨眾議員秋元司，其涉嫌2017年8月至2018年10月擔任負責賭場綜合度假區事務的內閣府副大臣時，收受總部位於中國深圳的500彩票網公司代表約300萬日圓賄款，並讓該公司在2018年2月支付他與家人前往北海道度假的約70萬日圓費用。[231]

## 12月26日
- 以色列总理本雅明·内塔尼亚胡在利库德集团党内选举中击败吉德翁·萨尔，继续担任党首。[232]
- 土耳其憲法法院以10對6的票數裁定土耳其政府封锁维基百科違憲。[233]
- 2019年12月26日日食。自沙特阿拉伯至马里亚纳群岛的狭窄带状区域发生日环食，区域两侧的广大区域可见日偏食。[234]
- 一架载有7人的AS350型观光直升机在美國夏威夷州考爱岛坠毁，失事现场找到6具遗体，未发现生还者[235]。
- 一名27歲的中國男子因闖入位於美國佛羅里達州基韋斯特的海軍航空基地並用手機拍照而遭到逮捕[236]。

## 12月27日
- 当地时间7时22分，哈萨克斯坦贝克航空一架原定由阿拉木图飞往努尔苏丹的飞机在起飞时坠毁，飞机上载有93名乘客和5名机组人员。[237]至少12人喪生。[238]
- 中華人民共和国、伊朗、俄罗斯在印度洋北部的阿曼湾举行联合军事演习。这是三国40年来首次举行联合军演[239]。
- 20时45分，长征五号遥三运载火箭在海南省文昌航天发射场成功发射升空，火箭搭载的实践二十号卫星随后成功进入轨道。

## 12月28日
- 索马里首都摩加迪沙郊外遭遇汽车炸弹袭击[240]，造成至少84人死亡，24人失蹤，150多人受傷[241]。
- 英国伦敦泰特现代艺术馆陈列的一幅毕加索画作《女子半身像》被一名男子破坏。馆方已将此画撤下。该作品估价约2000万英镑。涉事男子已经被捕。[242]

## 12月29日
- 美國得克薩斯州沃思堡附近的一座教堂發生槍擊事件，造成两人死亡[243]。
- 2名中國遊客在菲律宾保和岛附近海域乘船游览时因风浪过大落水溺亡[244]。

## 12月30日
- 基因编辑婴儿事件3名责任人获刑，其中主要责任人、课题负责人贺建奎被判处有期徒刑三年[245]。
- 中国著名基督教人士王怡犯煽动颠覆国家政权罪、非法经营罪等数罪，被判处有期徒刑九年[246]。

## 12月31日
- 美国总统唐纳德·特朗普通过推特宣布将于2020年1月15日在白宫同中华人民共和国高级别代表签署美中第一阶段贸易协议。特朗普还透露，他将在签约之后访问北京市协商第二阶段协议。[247]
- 位于巴格达的美国驻伊拉克大使馆，遭武裝分子與親伊朗民眾破門而入大肆破壞和縱火，美五角大樓為避免2012年班加西事件重演，緊急調遣阿帕契直升機包圍大使館。美軍派出750名士兵和特別部隊前往保護使館安全。前一周末，美国宣布通过空袭击毙了24名真主黨旅武装人员，美国认为这些人得到了伊朗的支持。[248][249][250]
- 前日产雷诺总裁卡洛斯·戈恩宣布自己到达黎巴嫩贝鲁特。声明中，他指责日本的司法系统不公正，自己之前在日本遭受了政治迫害。此前，卡洛斯·戈恩在接受日本检方的调查，东京地方法院批准他以10亿日元保释，不准离开日本。日本政府未发现他的出境记录。他的律师团保管着他的护照，表示完全不知道他的行程。[251]
- 中华民国立法院通过《反滲透法》。[252]
- 墨西哥萨卡特卡斯州一所监狱发生暴动，造成16名囚犯死亡，另有5人受伤[253]。